# Моретель-де-Май
Моретель-де-Май (фр. Morêtel-de-Mailles) — коммуна во Франции, находится в регионе Рона — Альпы. Департамент коммуны — Изер. Входит в состав кантона От-Грезиводан. Округ коммуны — Гренобль.
Код INSEE коммуны — 38262. Население коммуны на 2012 год составляло 425 человек. Населённый пункт находится на высоте от 250  до 1 178  метров над уровнем моря. Муниципалитет расположен на расстоянии около 480 км юго-восточнее Парижа, 105 км юго-восточнее Лиона, 29 км северо-восточнее Гренобля. Мэр коммуны — Jean-Claude Jolly, мандат действует на протяжении 2001—2008 гг.
Динамика населения (INSEE):